# Регіональний туризм
Регіона́льний тури́зм (туризм усім регіоном) — туристична діяльність, характерна для геотуристичних територій з однотипними умовами розвитку туризму та подібним рівнем туристичної освоєності. В спеціалізованій туристичній літературі виділяють такі регіони з найбільшою туристичною активністю як Альпи, Анди, Карпати, Тибет, Кавказ, Балканський півострів, Адріатичне море.